# مامه‌دان

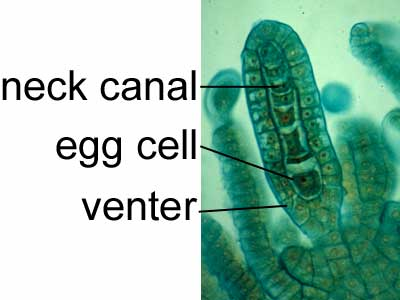
نموداری از کالبدشناسی مامه‌دان

مامه‌دان یا آرکگون (انگلیسی: Archegonium) اندامی در برخی نهان‌زادان است که در آن یاختهٔ جنسی ماده تولید می‌شود.
مامه‌دان در گیاهان، گامتانژیوم ماده چندسلولی است که معمولاً بطری‌شکل است و به‌وسیله گامتوفیت‌های بازدانگان و نهان‌زادان پیشرفته‌تر تولید می‌شود.